# هری گلنسی
هری گلنسی (به انگلیسی: Harry Glancy) (زادهٔ ۱۷ سپتامبر ۱۹۰۴) شناگر اهل ایالات متحده آمریکا است.